# بولين (شخصية خيالية)
بولين (بالإنجليزية: Pauline)‏ هي شخصية خيالية من امتياز ماريو لألعاب الفيديو، المملوكة لشركة نينتندو وصممها مصمم ألعاب الفيديو الياباني شيغيرو مياموتو. الشخصية الأنثوية الرئيسية من سلسلة ماريو ضد دونكي كونغ، ظهرت لأول مرة في دونكي كونغ كفتاة في محنة، محتجزة من قبل دونكي كونغ في الجزء العلوي من موقع بناء كبير.